# Философия зоологии

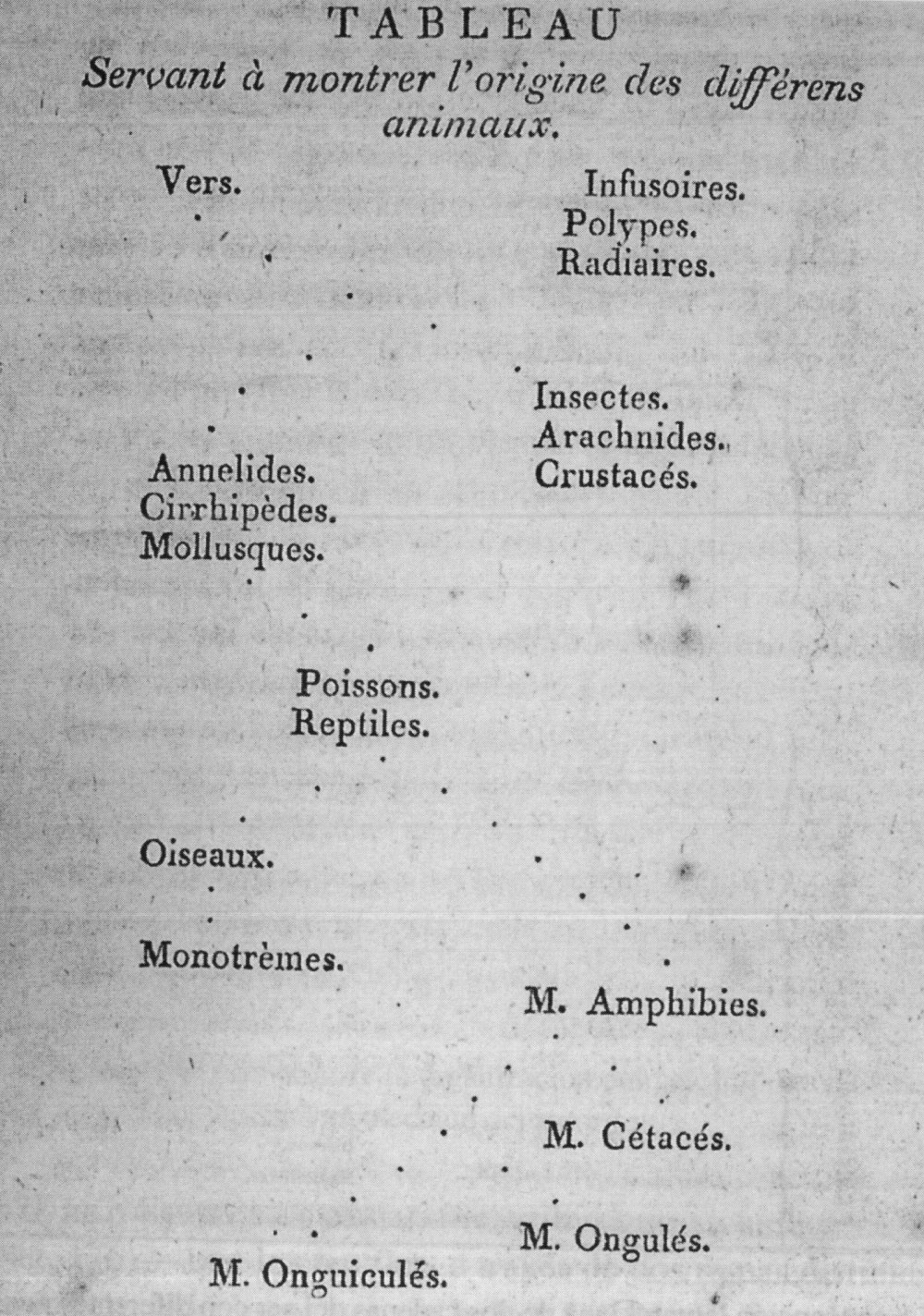

Философия зоологии (фр. Philosophie zoologique) — один из основополагающих трудов по зоологии, написанный Жаном Батистом Ламарком и опубликованный им в 1809 году. Работа также рассматривается как первое выражение эволюционной теории, вошедшее в историю как ламаркизм.

## Содержание

### «Эволюционная» теория
Ж. Ламарк называет свой труд философией, поскольку он излагает «общую сводку правил и принципов». Сам Ламарк не использует слово эволюция, однако он допускает, что природа создавала тела последовательно — начиная от простейших форм и заканчивая наиболее сложными. Наиболее оспариваемым тезисом эволюционизма Ламарка является именно эта концепция «прогрессивного совершенствования». К подобному эволюционизму (отрицанию неизменности видов) его подтолкнуло обнаружение промежуточных форм живых существ, например, утконоса и ехидны.
Выступает решительным противником катастрофизма, признавая природе постепенность развития. Он также признает «самопроизвольные зарождения» наиболее примитивных форм (инфузорий), которые развиваются посредством «упражнения органов», закрепляемых последующими поколениями (эта идея впоследствии была заимствована Дарвином: см. 5 главу «Происхождения видов»). Ламарк признает возможность происхождения одних видов существ от других более примитивных. Так он полагает, что рептилии произошли от рыб.
Движущими силами эволюции являются изменения окружающей среды, которые влияют на потребности.
Ж. Ламарк не отрицает существования Бога, трактуя его в духе деизма.

### Зоология
Из чисто биологических заслуг Ламарка следует выделить особый интерес к простейшим формам жизни. Так он впервые делит всех животных на позвоночных и беспозвоночных (ранее базовым критерием различия животных было наличие или отсутствие крови), а также выделяет паукообразных из насекомых. Определяя животных, Ламарк настаивает на такой их существенной черте как раздражимость, считая способность к передвижению не существенной, поскольку устрицы и полипы неподвижны. Всего Ламарк выделяет 14 классов животных от инфузорий до млекопитающих. Любопытно, что он ещё не выделяет земноводных в отдельный класс, а амфибиями называет ластоногих.
Систематика: 14 классов животных
1. Инфузории
2. Полипы
3. Лучистые (Морские звёзды)
4. Черви
5. Насекомые
6. Паукообразные
7. Ракообразные
8. Кольчецы (пиявки)
9. Усоногие
10. Моллюски — «высшие животные из беспозвоночных»
11. Рыбы
12. Рептилии
13. Птицы
14. Млекопитающие